# Montfaucon (Jura)
Montfaucon (antiguamente en alemán Falkenberg) es una comuna suiza del cantón de Jura, localizada en el distrito de Franches-Montagnes. Limita al norte con las comunas de Les Enfers, Soubey y Clos du Doubs, al noreste con Saint-Brais, al este con Lajoux y Les Genevez, al sur con Tramelan (BE), y al oeste con Le Bémont.
El 2 de enero de 2009 la comuna de Montfavergier se reunió con la comuna de Montfaucon.

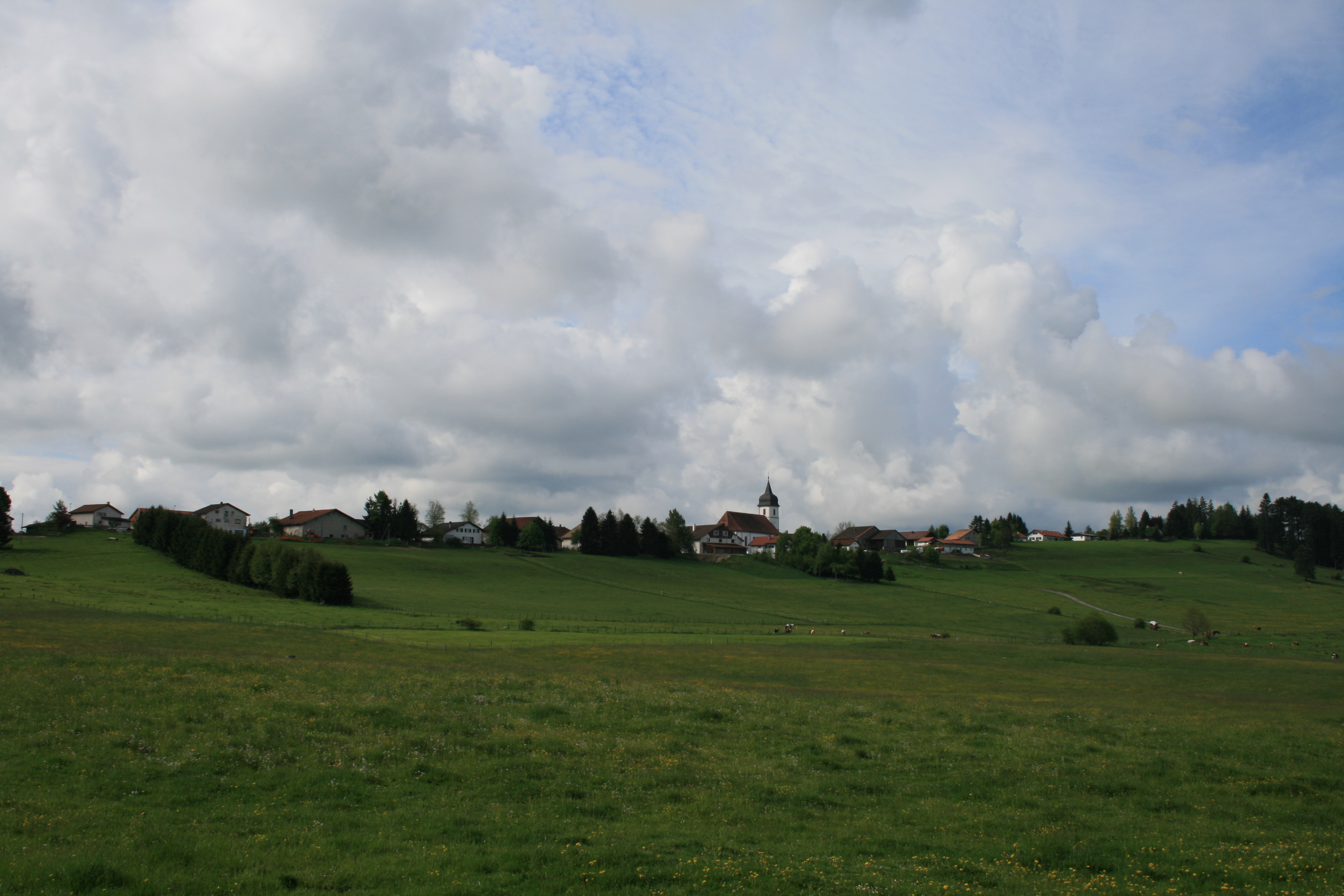
Montfaucon.